# Philippe Zilcken

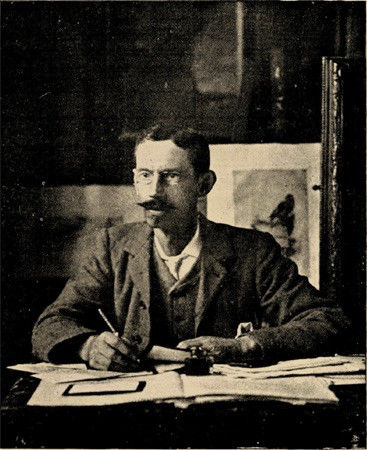
Philip Zilcken en su estudio

Charles Louis Philippe Zilcken (La Haya, 20 de abril de 1857-Villefranche-sur-Mer, 3 de octubre de 1930) fue un pintor, escritor y grabador neerlandés.
Asistió al  Gymnasium Haganum, más tarde fue alumno de Karel Klinkenberg y Anton Mauve y luego sería « secretario íntimo oficioso » de Sofía de los Países Bajos.  En 1875, se dedicó al grabado experimentándose en el agua fuerte y la litografía.
Pasó un tiempo en Francia donde frecuentó la  Société des aquafortistes, de cuya versión neerlandesa, Nederlandsche Etsclub,  más tarde sería secretario de 1885 a 1896. Pasó también temporadas en Argelia y Egipto.